# Jesse Lee Hartman

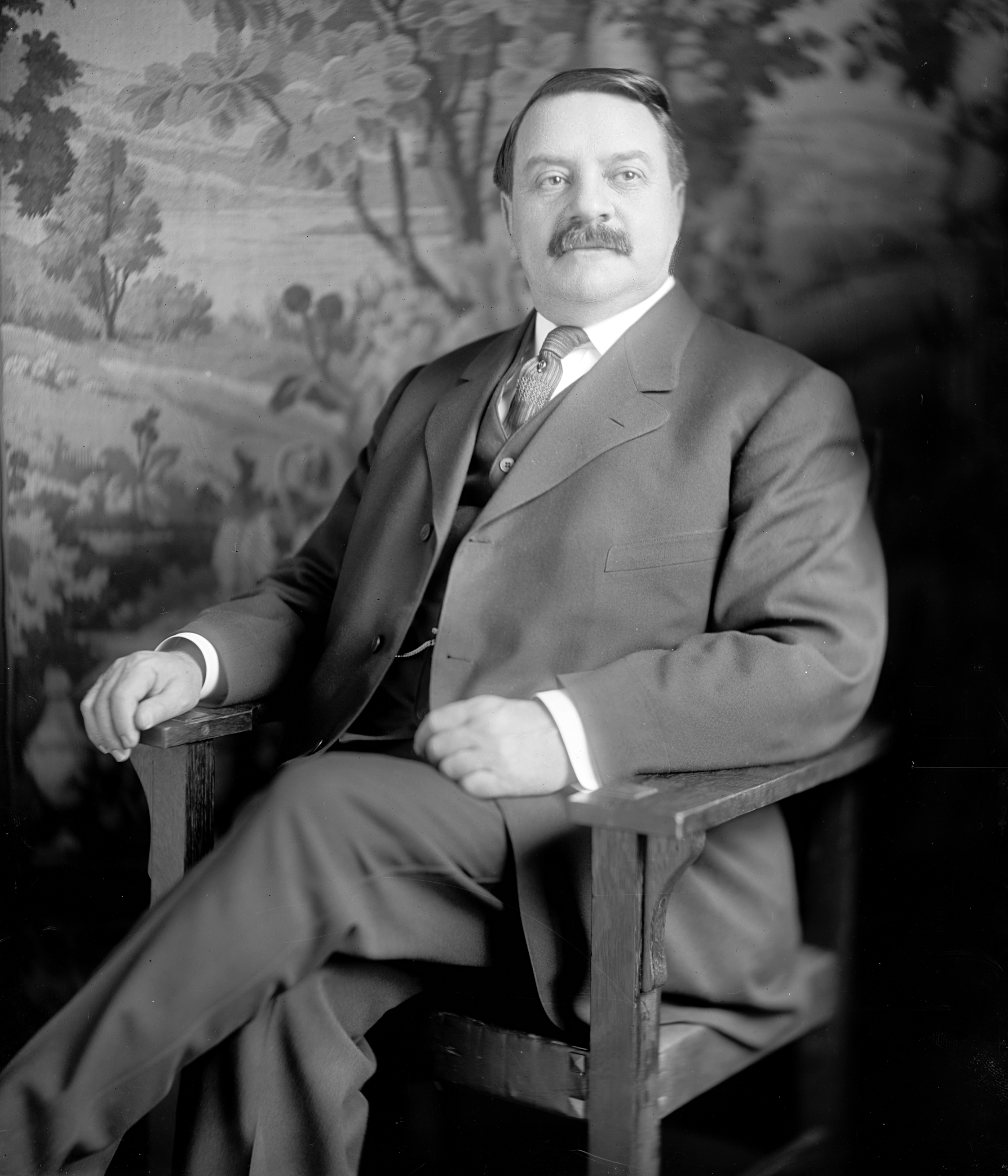
Jesse Lee Hartman

Jesse Lee Hartman (* 18. Juni 1853 in Cottage, Huntingdon County, Pennsylvania; † 17. Februar 1930 in Hollidaysburg, Pennsylvania) war ein US-amerikanischer Politiker. Zwischen 1911 und 1913 vertrat er den Bundesstaat Pennsylvania im US-Repräsentantenhaus.

## Werdegang
Jesse Hartman besuchte sowohl öffentliche als auch private Schulen seiner Heimat sowie das Hollidaysburg Seminary. Zwischen 1872 und 1878 arbeitete er als Ladenangestellter in Hollidaysburg. Von 1878 bis 1891 war er Geschäftsführer eines Hochofens in McKees Gap. Anschließend kehrte er nach Hollidaysburg zurück. Von 1891 bis 1900 war er im dortigen Blair County als Prothonotary tätig. Außerdem war er am Abbau und Versand von Ganister beteiligt, einem Steinmaterial, das zur Herstellung von Hochöfen verwendet wird. Zwischen 1898 und 1930 war er Präsident der Firma Hollidaysburg Trust Co. Politisch wurde er Mitglied der Republikanischen Partei. In den Jahren 1908, 1924 und 1928 nahm er als Delegierter an den jeweiligen Republican National Conventions teil, auf denen William Howard Taft, Calvin Coolidge und schließlich Herbert Hoover als Präsidentschaftskandidaten nominiert wurden.
Bei den Kongresswahlen des Jahres 1910 wurde Hartman im 19. Wahlbezirk von Pennsylvania in das US-Repräsentantenhaus in Washington, D.C. gewählt, wo er am 4. März 1911 die Nachfolge des zwischenzeitlich zurückgetretenen John Merriman Reynolds antrat. Da er im Jahr 1912 nicht bestätigt wurde, konnte er bis zum 3. März 1913 nur eine Legislaturperiode im Kongress absolvieren. Nach seiner Zeit im US-Repräsentantenhaus nahm Jesse Hartman seine früheren Tätigkeiten wieder auf. 1914 bewarb er sich erfolglos um die Rückkehr in den Kongress. Er starb am 17. Februar 1930 in Hollidaysburg, wo er auch beigesetzt wurde.